# Chichester (district)
Chichester is een Engels district in het shire-graafschap (non-metropolitan county OF county) West Sussex en telt 121.000 inwoners. De oppervlakte bedraagt 786 km². De hoofdplaats is Chichester.
Van de bevolking is 23,0% ouder dan 65 jaar. De werkloosheid bedraagt 1,9% van de beroepsbevolking (cijfers volkstelling 2001).
In het district ligt sinds 2003 Goodwood Plant, het hoofdkantoor en de fabriek van Rolls-Royce. Dit ligt ten noorden van het dorpscentrum van het dorpje Westhampnett, bij Goodwood House. Op de Estate van het landgoed is ook Goodwood Circuit gelegen.

## Plaats in district Chichester
- Wittering

## Civil parishesin district Chichester
Appledram, Barlavington, Bepton, Bignor, Birdham, Bosham, Boxgrove, Bury, Chichester, Chidham and Hambrook, Cocking, Compton, Donnington, Duncton, Earnley, Eartham, Easebourne, East Dean, East Lavington, East Wittering, Ebernoe, Elsted and Treyford, Fernhurst, Fishbourne, Fittleworth, Funtington, Graffham, Harting, Heyshott, Hunston, Kirdford, Lavant, Linch, Linchmere, Lodsworth, Loxwood, Lurgashall, Marden, Midhurst, Milland, North Mundham, Northchapel, Oving, Petworth, Plaistow, Rogate, Selsey, Sidlesham, Singleton, Southbourne, Stedham with Iping, Stopham, Stoughton, Sutton, Tangmere, Tillington, Trotton with Chithurst, Upwaltham, West Dean, West Itchenor, West Lavington, West Thorney, West Wittering, Westbourne, Westhampnett, Wisborough Green, Woolbeding with Redford.